# Els Vilars
Els Vilars d’Arbeca (Katalanisch für Die Dörfer von Arbeca) sind die Überreste einer 1975 neben der Stadt Arbeca entdeckten großen iberischen Befestigung in der Provinz Lleida in Katalonien in Spanien.

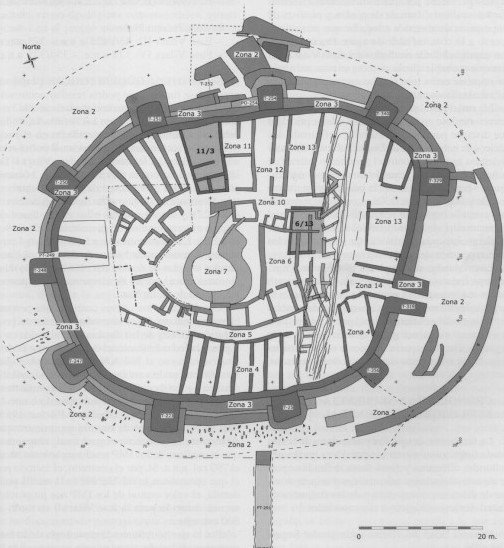
Grundplan

Els Vilars stellt ein einzigartiges archäologisches Denkmal auf der Halbinsel dar. Der Bau erfolgte etwa 750 v. Chr. zu Beginn der Eisenzeit. Die Anlage wurde bereits in der Mitte des 4. Jahrhunderts v. Chr. ohne erkennbaren Grund aufgegeben. Die rundliche Form erinnert an ähnliche frühere, zeitgleiche oder spätere Bauten in anderen Regionen (z. B. Arkaim und Sintaschta in Russland und die Burgen auf Öland), die jeweils keine fortfikatorische Funktion hatten. Das älteste Gegenstück ist das kleine, viertorige Demircihöyük, in der Türkei. Es bestand für 500–600 Jahre zeitgleich mit Troja I in der Anfangshälfte des 3. Jahrtausends v. Chr. Els Vilars ist von etwa 5,0 Meter breite Mauern, einem Cheval de Frise aus Steinen, einem 13,0 Meter breiten und 4,0 Meter tiefen Graben und einem Dutzend Türmen umgeben. Seine Erbauer waren Keltiberer, die ihre Toten in Urnen bestatteten.